# 瀬尾清
瀬尾 清（せお きよし、1970年6月14日 - ）は、滋賀県大津市出身の元サッカー選手。選手時代はセンターフォワードでプレーした。
滋賀県立守山高等学校時代には全国高校総体優秀選手に選ばれた。柏レイソルでプレーした後、フットサル日本代表になった。